# Boeing F/A-18 Hornet
|  | For opgraderingen af flyet, se Boeing F/A-18E/F Super Hornet |
Boeing F/A-18 Hornet er et amerikanskbygget kampfly.

## Udgaver
F/A-18A er den første F-18. Det var et jagerfly, med sekundær rolle som jagerbomber. F/A-18B er den to-sædede pilot-træner. F/A-18C er et opgraderet et-sædet jagerfly. F/A-18D er en to-sædet jagerbomber. F/A-18E er et meget ombygget F-18, også kaldet Super Hornet. Dette indbefatter en forstørret vinge, nye luftindtag, nye motorer og ny radar. F/A-18F er den to-sædede version af Super Hornet. Super Hornet har i dag helt afløst den berømte Grumman F-14 Tomcat. EA-18G Growler til elektronisk krigsførelse er en afløser for Grumman EA-6B Prowler, baseret på F/A-18F.

## Brugere
Den amerikanske flåde
Australien 75 stk.
Canada 138 stk. dog kan kun under 60 flyve
Finland 63 stk.
Kuwait 40. stk
Malaysia 8 stk.
Spanien 96 stk.
Schweiz 34 stk.